# 2584 Turkmenia
A 2584 Turkmenia (ideiglenes jelöléssel 1979 FG2) a Naprendszer kisbolygóövében található aszteroida. Nyikolaj Sztyepanovics Csernih fedezte fel 1979. március 23-án.